# Collegium Jurisprudenz

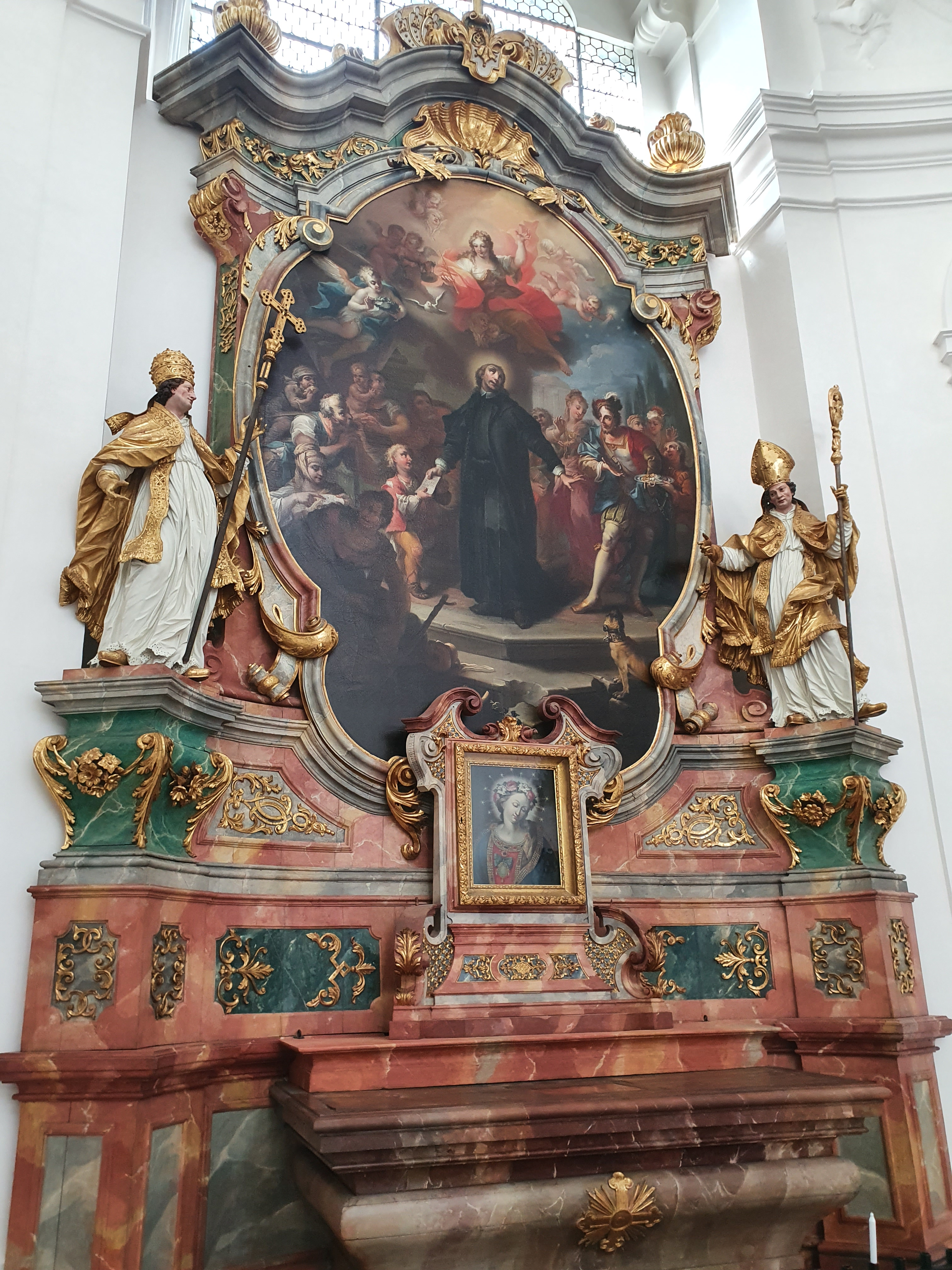
Ivo-Altar der Juridischen Fakultät

Die Südwestkapelle der Kollegienkirche in Salzburg mit dem Altarbild des St. Ivo, dem ein Knabe ein Blatt Papier überreicht, ist dem Collegium der Jurisprudenz (Jus) gewidmet. Die seitlichen Altar-Figuren stellen die hll. Gregor und Anselm dar. Das Altarblatt wurde 1722 von Franz Georg Hermann für 550 fl. gemalt. Statt eines Tabernakels befand sich früher hier das Rundbild des hl. Karl Borromäus in vergoldetem Volutenrahmen, über dem der Kardinalshut von zwei Puttos mit Pedum und Ferula gehalten schwebte. In diesem Gehäuse unter Glas war der echte Kardinalshut des hl. Karl Borromäus aufbewahrt gewesen. Stattdessen ist jetzt eine Kopie des Gnadenbildes von Wessobrunn aufgestellt, das früher am Altar der Medizinischen Fakultät war.
In den Wandnischen befinden sich die Statuen der hll. Wolfgang, Bernard, Leonhard und Bonifaz.

## Wandnischen-Galerie

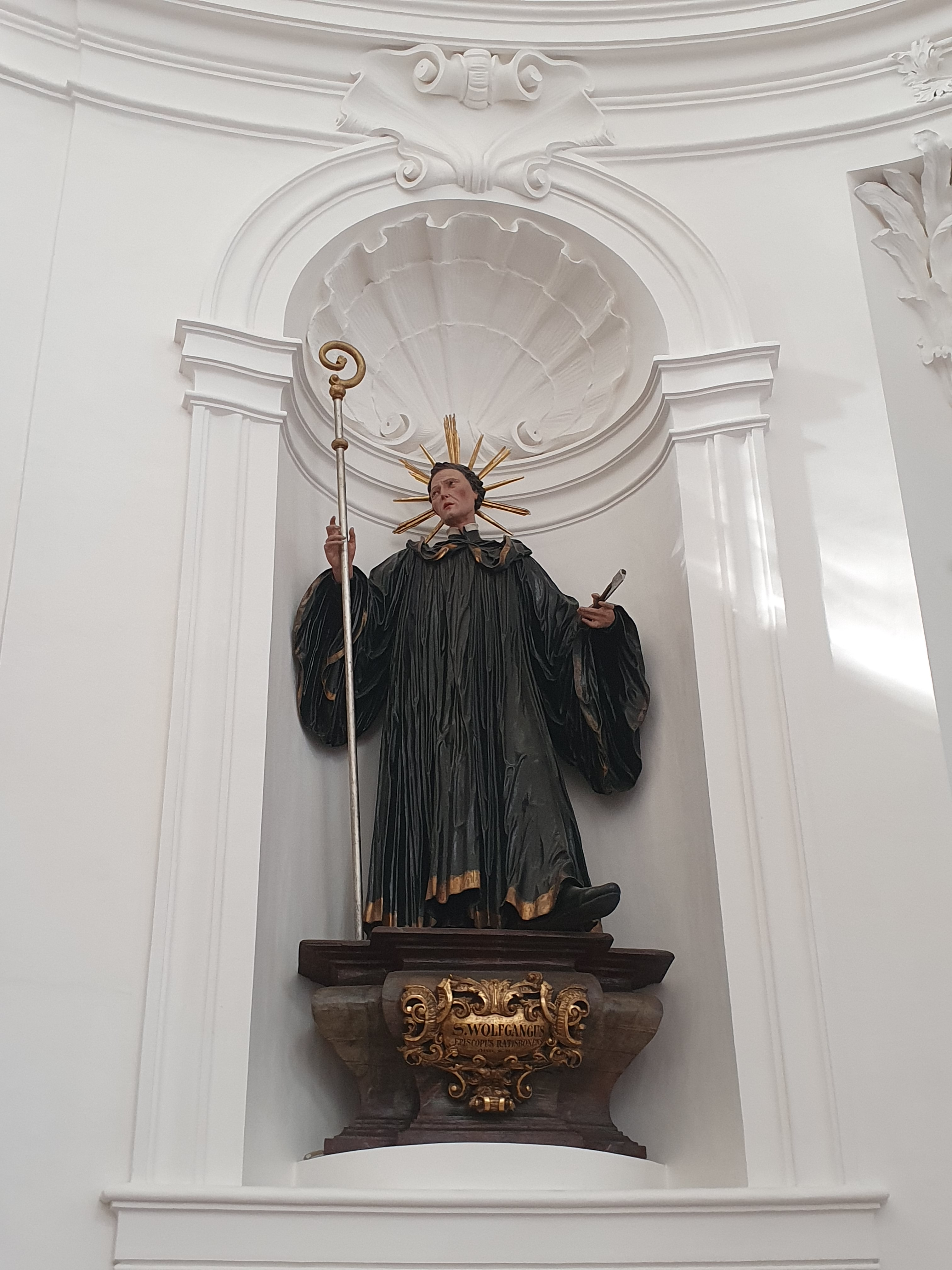
hl. Wolfgang
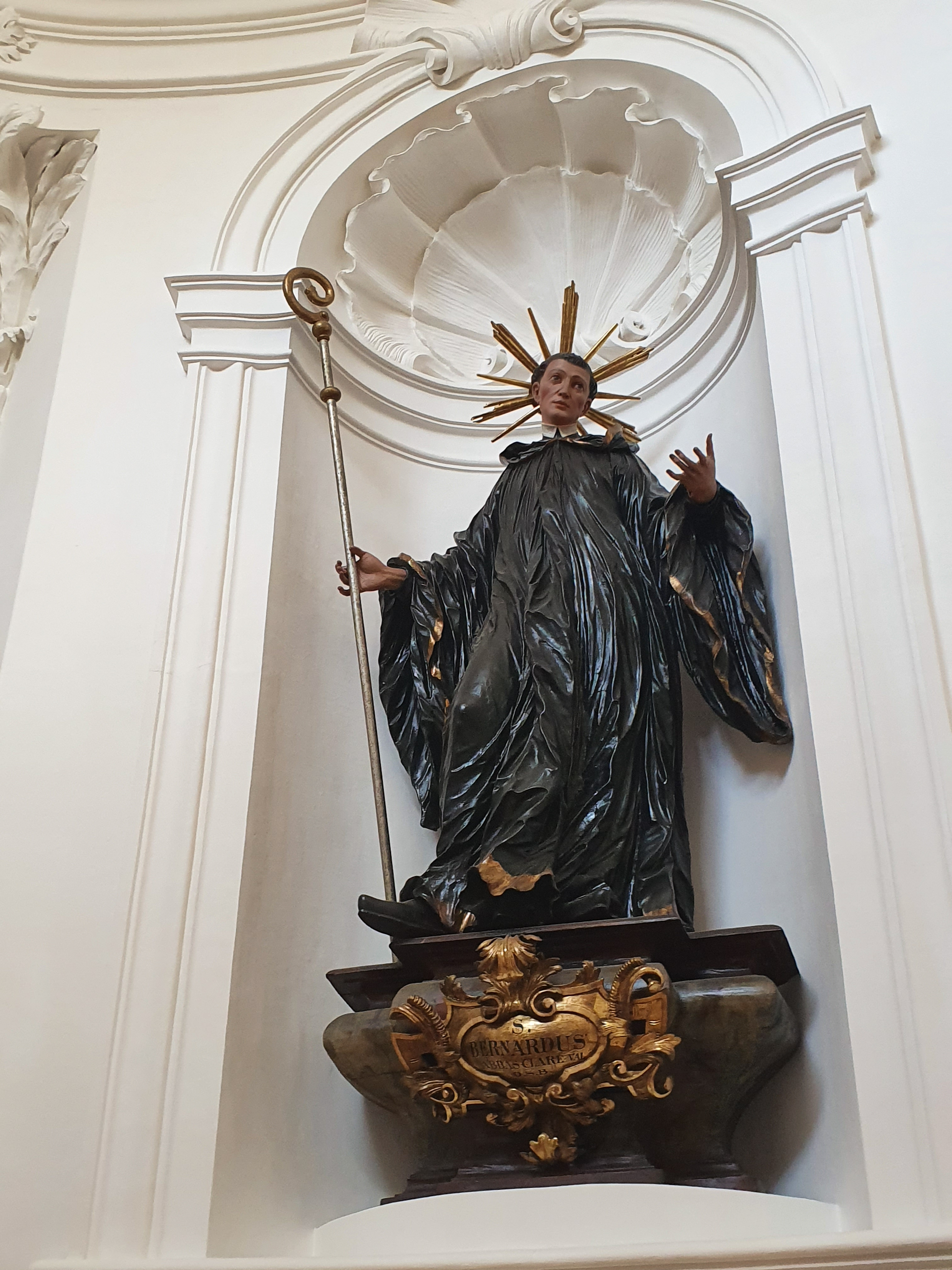
hl. Bernard
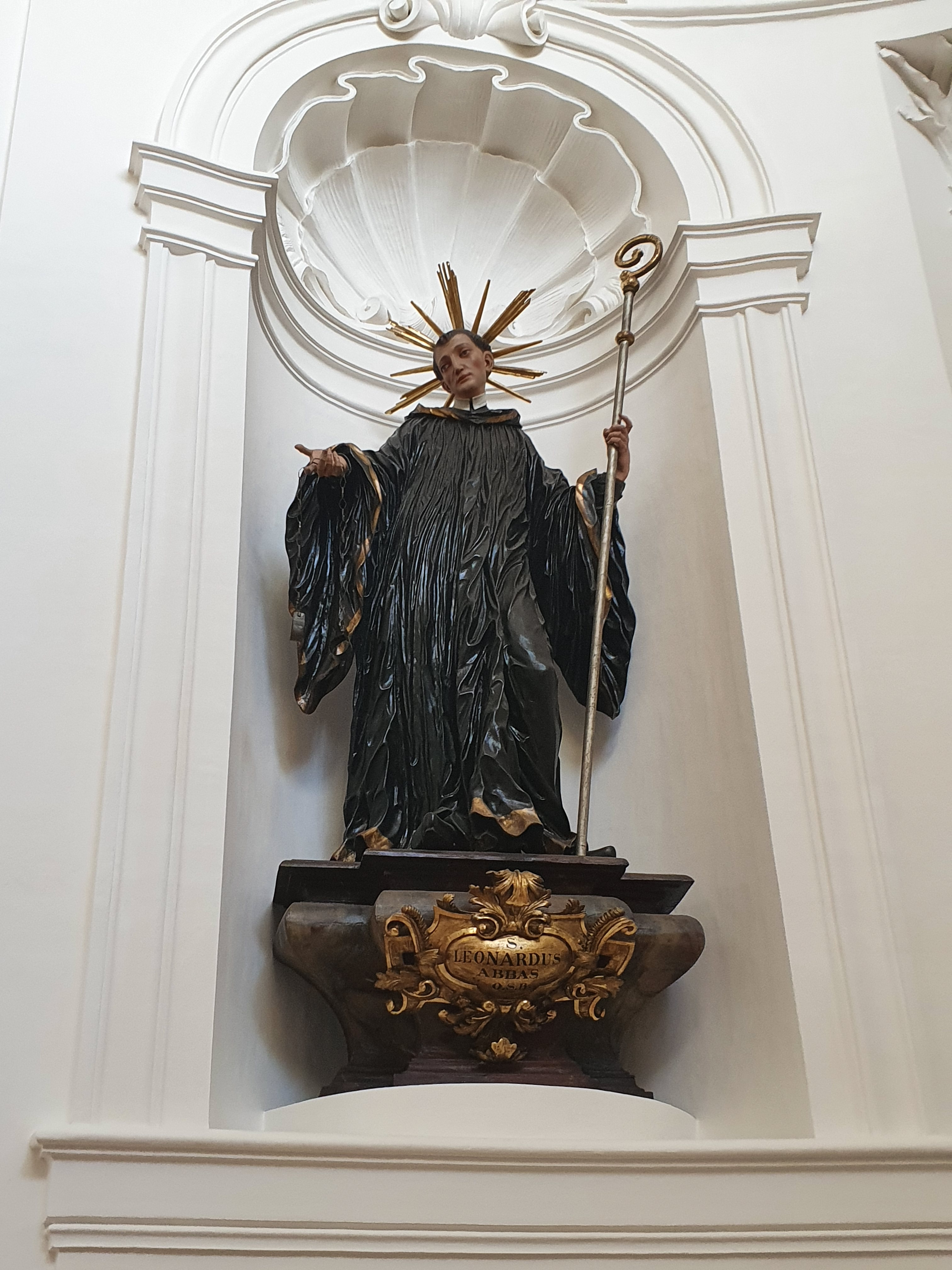
hl. Leonhard
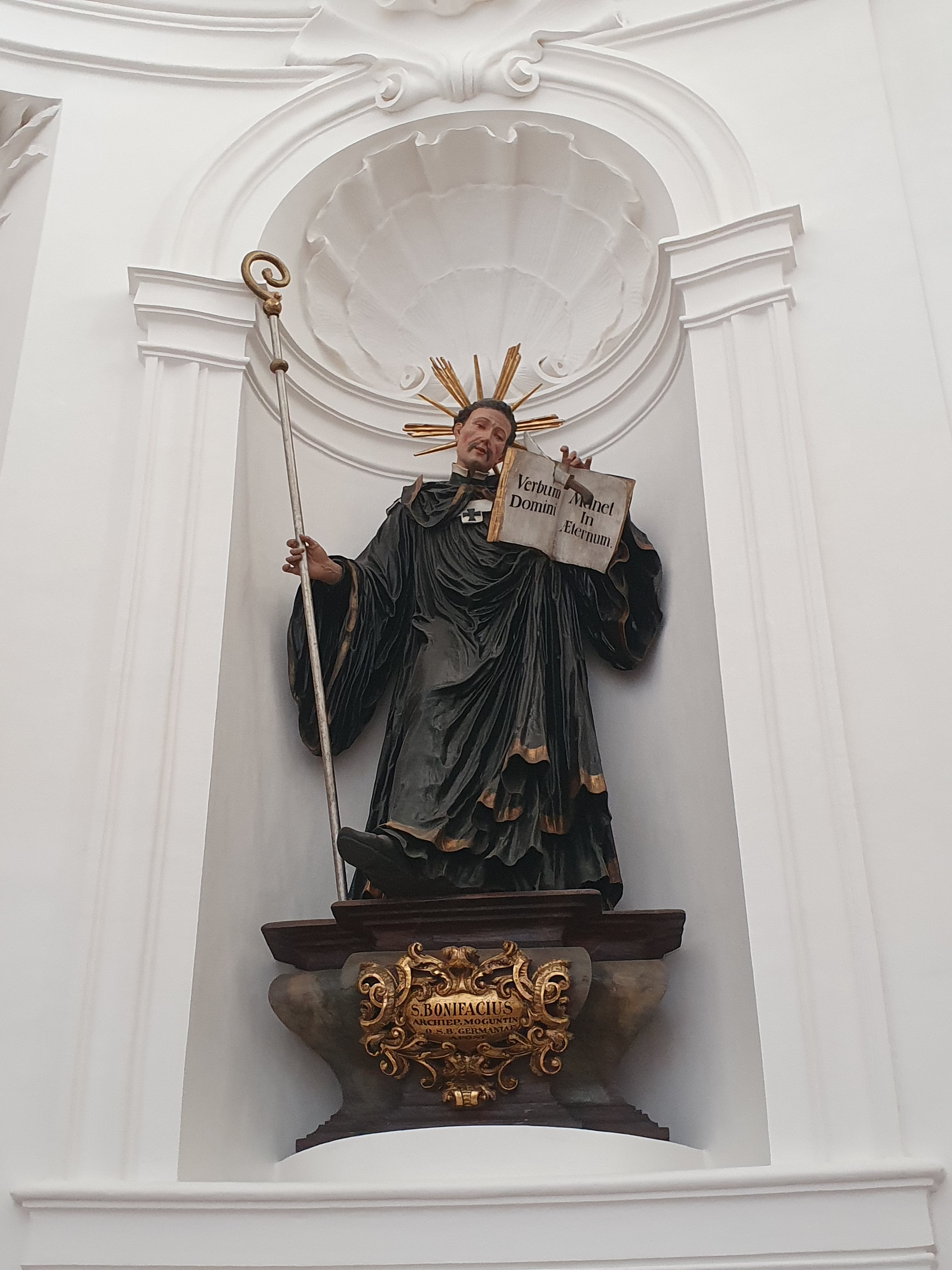
hl. Bonifaz

## Nachweise
1. ↑  Dehio, Wien 1986, S. 569 f.
2. ↑  ÖKT 9, Wien 1912, S. 250.
3. ↑  ÖKT 9, Wien 1912, S. 249 f.
4. ↑  Dehio, Wien 1986, S. 569 f.